# Lynn Turner
Lynn Turner, in manchen Quellen auch Lynne Turner(* 1941 (?) in St. Louis, Missouri) ist eine US-amerikanische Harfenistin.

## Leben
Im Alter von vier Jahren zog Turner mit ihrer Familie nach Boston. Mit acht Jahren erhielt sie dort von ihrer Mutter zunächst Klavierunterricht. Als sie zehn Jahre alt war, brachte ihr Vater, der viele Jahre Violinist beim Chicago Symphony Orchestra war, sie zur Harfe. Später studierte sie bei Pierre Jamet in Paris und erhielt ihren Abschluss mit höchsten Auszeichnungen. 1962 gewann sie den zweiten internationalen Harfenwettbewerb in Israel, im selben Jahr gewann sie ein Probespiel beim Chicago Symphony Orchestra unter der Leitung von Fritz Reiner. Damit war sie zu diesem Zeitpunkt die jüngste Musikerin in einem amerikanischen Orchester.